# The House of the Dead 2
 (janvier 2025).
Si vous disposez d'ouvrages ou d'articles de référence ou si vous connaissez des sites web de qualité traitant du thème abordé ici, merci de compléter l'article en donnant les références utiles à sa vérifiabilité et en les liant à la section « Notes et références ».
The House of the Dead 2 est un jeu vidéo d'arcade de tir au pistolet optique développé par Sega-AM1, sorti en 1998 sur borne d'arcade et porté sur Dreamcast en 1999, sur PC (Windows) en 2001 et sur Wii en 2008. Le jeu a reçu le label Sega All Stars sur Dreamcast. Le jeu est également intégralement jouable dans The House of the Dead III en tant que bonus déblocable.
Un « remake » du jeu est prévu au printemps 2025.

## Trame

### Histoire
En l'an 2000, deux ans après les événements de The House of the Dead, l'agence internationale secrète, l'AMS, a lancé une recherche au sujet de la cause de l'incident du manoir du docteur Curien, afin d'empêcher dans le futur une catastrophe semblable. Cependant, des évènements étranges ont eu lieu dans la ville de Venise, en Italie, où un agent du gouvernement, « G », est porté disparu. Les agents James Taylor et Gary Stewart sont envoyés sur place.

### Personnages
- James Taylor — James est un agent de l'AMS et un des deux principaux protagonistes du jeu. Avec son collègue Gary Stewart, il est chargé de retrouver « G », un autre agent de l'AMS porté disparu à Venise. Après de nombreux périples dans cette ville, James découvrira que Goldman est responsable du chaos régnant dans la ville.

- Gary Stewart — Gary, 24 ans, est un jeune agent de l'AMS, le second personnage principal du jeu. Sur les traces de « G », il accompagne James Taylor tout au long de l'aventure.

- « G » — En 2000, « G » enquêtait sur les activités inquiétantes de Goldman, le président de la DBR Corporation quand il a été attiré dans un guet-apens et blessé par des zombies. James Taylor et Gary Stewart le retrouveront dans une bibliothèque dévastée de Venise, où « G » leur présentera un rapport de son enquête avec les détails des expériences morbides menées par la DBR Corporation.

- Harry Harris — Agent de l'AMS, Harry dirige l'évacuation de Venise. Il travaille avec Amy Crystal, et il aidera James et Gary dans leur mission en leur donnant des informations sur les sièges sociaux de Goldman.

- Amy Crystal — Amy est également un agent de l'AMS et travaille avec Harry Harris.

- Goldman — C'est le président de la DBR Corporation. Goldman est un expert sur le génome humain. Dégoûté par l'avarice et l'égoïsme des humains, il poursuit les expériences initiées par le docteur Roy Curien. Lorsque James et Gary réussirent à détruire la plus grande création de Goldman, The Emperor, Goldman se suicida en se jetant du cinquantième étage de son immeuble.

## Postérité

### Remake
Le jeu fait l'objet d'un « remake » intitulé The House of the Dead 2: Remake développé par MegaPixel Studio et prévu pour 2025 sur Microsoft Windows, PlayStation 4, PlayStation 5, Xbox One et Xbox Series et Nintendo Switch. Si le gameplay reste identique au jeu vidéo d'arcade de 1998, le « remake » propose des graphismes et des musiques modernisés bien que la bande-son originel est également présente.